# Шабан Трстена
Шабан Трстена (мак. Шабан Трстена; нар. 1 січня 1965, Скоп'є, Північна Македонія) — югославський і македонський борець вільного стилю, олімпійський чемпіон, призер чемпіонату світу, дворазовий чемпіон Європи.

## Життєпис
Боротьбою почав займатися з 1977 року. Був бронзовим призером чемпіонату світу 1980 року серед юніорів, та бронзовим призером чемпіонату Європи 1982 року серед молоді. Того ж року почав виступати за перщшу збірну Югославії. Дебют виявився вдалим — з першої спроби Шабан Трстена здобув медалі на чемпіонатах Європи та світу. Згодом здобув для Югославії золоту та срібну олімпійські нагороди, ставав призером чемпіонату світу, чемпіоном та багаторазовим призером чемпіонатів Європи. Після здобуття Македонією незалежності, Трстена, що вже кілька років не боровся на найвищому рівні, почав виступи за збірну цієї країни. Йому вдалося пробитися на Літні Олімпійські ігри 1996 року в Атланті, де 31-річний спортсмен посів 5-те місце. Але колишніх результатів він вже не досягав. Наступного року, після чемпіонатів Європи та світу, на яких він посів лише 17-те місце, Шабан Трстена завершив кар'єру спортсмена.
Виступав за борцівський клуб Скоп'є. Тренер — Ментас Алайбегу.

## Спортивні результати на міжнародних змаганнях

### Виступи на Олімпіадах
| Змагання                    | Збірна    | Вагова категорія          | Місце  |
| --------------------------- | --------- | ------------------------- | ------ |
| Літні Олімпійські ігри 1984 | Югославія | вільна боротьба, до 52 кг | Золото |
| Літні Олімпійські ігри 1988 | Югославія | вільна боротьба, до 52 кг | Срібло |
| Літні Олімпійські ігри 1996 | Македонія | вільна боротьба, до 57 кг | 5      |

### Виступи на Чемпіонатах світу
| Змагання                        | Збірна             | Вагова категорія          | Місце  |
| ------------------------------- | ------------------ | ------------------------- | ------ |
| Чемпіонат світу з боротьби 1982 | Югославія          | вільна боротьба, до 48 кг | Бронза |
| Чемпіонат світу з боротьби 1983 | Югославія          | вільна боротьба, до 52 кг | 14     |
| Чемпіонат світу з боротьби 1987 | Югославія          | вільна боротьба, до 57 кг | 9      |
| Чемпіонат світу з боротьби 1997 | Північна Македонія | вільна боротьба, до 58 кг | 17     |

### Виступи на Чемпіонатах Європи
| Змагання                         | Збірна             | Вагова категорія          | Місце  |
| -------------------------------- | ------------------ | ------------------------- | ------ |
| Чемпіонат Європи з боротьби 1978 | Югославія          | вільна боротьба, до 52 кг | 7      |
| Чемпіонат Європи з боротьби 1982 | Югославія          | вільна боротьба, до 48 кг | Бронза |
| Чемпіонат Європи з боротьби 1983 | Югославія          | вільна боротьба, до 52 кг | Срібло |
| Чемпіонат Європи з боротьби 1984 | Югославія          | вільна боротьба, до 52 кг | Золото |
| Чемпіонат Європи з боротьби 1985 | Югославія          | вільна боротьба, до 52 кг | Срібло |
| Чемпіонат Європи з боротьби 1986 | Югославія          | вільна боротьба, до 52 кг | Срібло |
| Чемпіонат Європи з боротьби 1988 | Югославія          | вільна боротьба, до 52 кг | Бронза |
| Чемпіонат Європи з боротьби 1990 | Югославія          | вільна боротьба, до 52 кг | Золото |
| Чемпіонат Європи з боротьби 1997 | Північна Македонія | вільна боротьба, до 58 кг | 17     |

### Виступи на інших змаганнях
| Змагання                             | Збірна    | Вагова категорія          | Місце  |
| ------------------------------------ | --------- | ------------------------- | ------ |
| Балканські ігри 1979                 | Югославія | вільна боротьба, до 57 кг | Бронза |
| Середземноморські ігри 1983          | Югославія | вільна боротьба, до 57 кг | Золото |
| Суперчемпіонат світу з боротьби 1985 | Югославія | вільна боротьба, до 52 кг | Срібло |
| Середземноморські ігри 1987          | Югославія | вільна боротьба, до 57 кг | Золото |
| Середземноморські ігри 1991          | Югославія | вільна боротьба, до 62 кг | Золото |
| Гран-прі Німеччини з боротьби 1993   | Німеччина | вільна боротьба, до 57 кг | Бронза |

### Виступи на змаганнях молодших вікових груп
| Змагання                                            | Збірна    | Вагова категорія          | Місце  |
| --------------------------------------------------- | --------- | ------------------------- | ------ |
| Чемпіонат Європи з боротьби серед молоді 1978       | Югославія | вільна боротьба, до 52 кг | 6      |
| Чемпіонат Європи з боротьби серед молоді 1982       | Югославія | вільна боротьба, до 52 кг | Бронза |
| Балканські ігри серед молоді 1982                   | Югославія | вільна боротьба, до 52 кг | Бронза |
| Чемпіонат світу з боротьби серед юніорів 1980       | Югославія | вільна боротьба, до 38 кг | Бронза |
| Балканський чемпіонат з боротьби серед юніорів 1981 | Югославія | вільна боротьба, до 48 кг | Золото |
| Балканський чемпіонат з боротьби серед кадетів 1980 | Югославія | вільна боротьба, до 48 кг | Золото |